# Hine
Hine (Hina), jedno od slabo poznatijih plemena američkih Indijanaca u prošlosti nastanjeno u planinama Sierra Madre Occidental na zapadu Meksika i uz gornje tokove rijeke Río Piaxtla. Hine se prema nekim ranijim autorima (Manuel Orozco y Berra) drže srodnicima Hume Indijancima i smatra se da su jedan od ogranak šire grupe Xixime. Kao dio Xixime Indijanaca klasificiraju se u Taracahitian govornike, odnosno porodici Juto-Asteci.